# 梅羅克
梅羅克（挪威語：Meråker）是挪威特倫德拉格郡的一個市镇，行政中心为梅羅克村。市镇面积为1,274平方公里，人口数量为2,422人（2020年），人口密度为每平方公里2人。